# Tyresöstenen
Tyresöstenen, Sö Fv1971;207, är två fragment av en runsten som står nära Tyresö kyrka vid Tyresö slott på Södertörn. Den är Tyresö kommuns enda kända runsten. De två bitarna som bildar basen av en vikingatida runsten hittades 1969. Bitarna har blivit sammanfogade och står nu helt nära fyndplatsen. Materialet är granit och budskapet innehåller en kristen bön. Den från runor översatta inskriften följer nedan:

## Inskriften
Translitterering: kunbiarn : lit : r-... ... ...(b)(i) : ant : btr · þan ...
Normalisering: Gunnbiorn let r[æisa] ... [hial]pi and bætr þan ...
Nusvenska: Gunnbjörn lät resa... hjälpe själen bättre än...